# 国連国際学校
国連国際学校（こくれんこくさいがっこう、英: United Nations International School、UNIS）は、アメリカ・ニューヨーク市にある私立のインターナショナル・スクール。
1947年に国連職員および職員の家族によって、生徒の多様な文化的背景を大切にしながら、国際教育を提供するために設立された。現在、マンハッタンとクイーンズの2つの校舎があり、計1,600人以上の生徒が在籍している。イースト川沿いにあるマンハッタン校は幼稚園から高等学校、クイーンズ校は幼稚園から中学校の課程を設置している。現在の学校の事務局長はダン・ブレナー（Dan Brenner）。
UNISは、国際バカロレア（IB）の創設校のひとつであり、最初にディプロマを授与した学校のひとつでもある。幼稚園から高等学校までをカバーする総合的なカリキュラムは、アメリカおよび全世界のトップ大学への進学に備えることができるものである。
授業で主に使用される言語は英語で、全ての生徒は小学校からフランス語またはスペイン語を勉強する。さらに、マンハッタン校の7年生以上に対してはアラビア語、中国語、ドイツ語、イタリア語、日本語、ロシア語も教えられている。この他の言語も放課後の課外授業で学習できる場合がある。

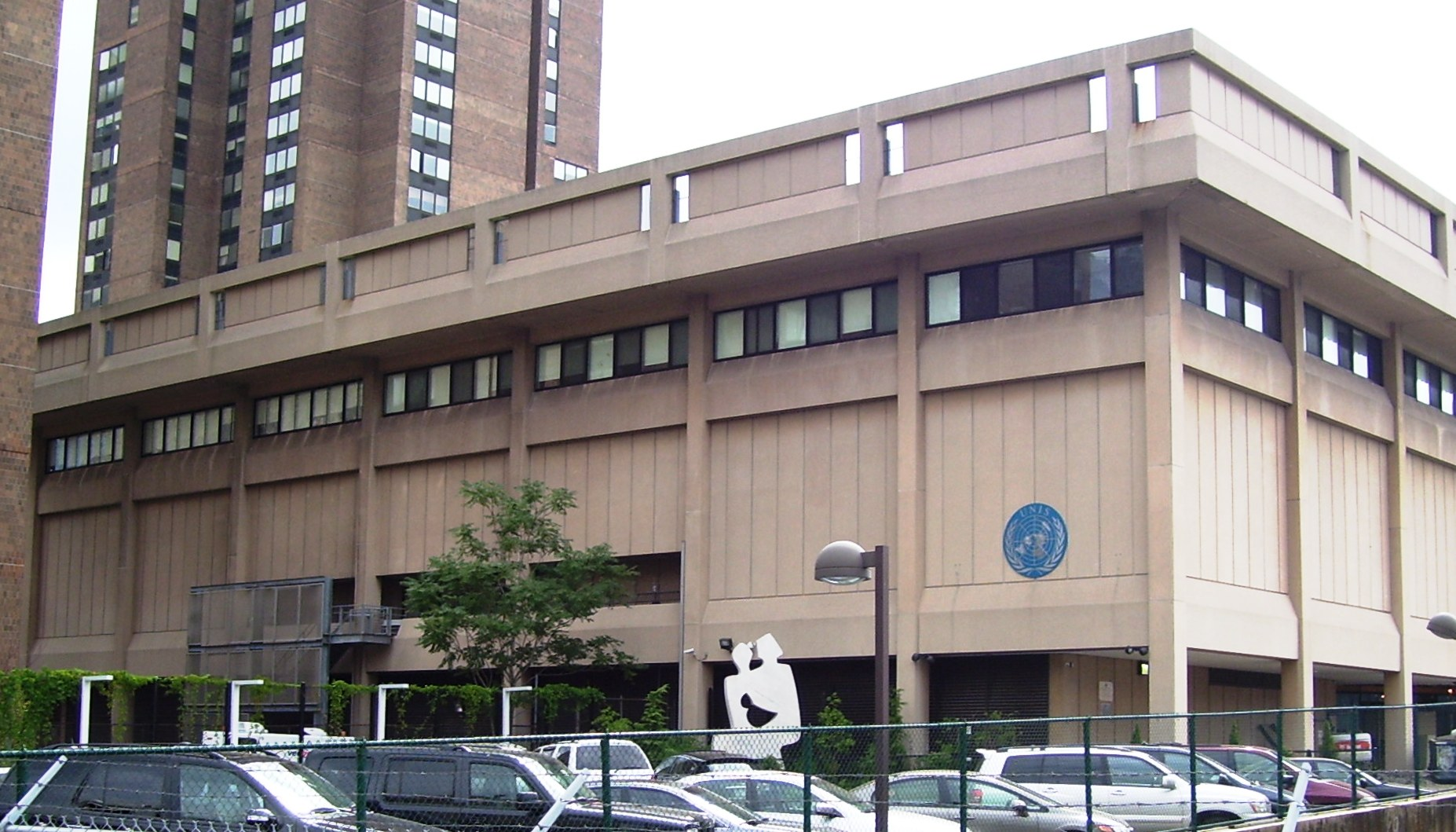
UNISマンハッタン校、ウォーターサイドプラザの集合住宅が背景にそびえ立つ

| 2011年から2015年の主な大学進学先 |
| -------------------------------- |
| ニューヨーク大学                 |
| マギル大学                       |
| ジョージワシントン大学           |
| ボストン大学                     |
| コーネル大学                     |
| バーナード大学                   |
| ノースイースタン大学             |
| ヴァサー大学                     |
| シカゴ大学                       |
| フォーダム大学                   |